# معركة الديدي
معركة الديدي (بالإنجليزية: Battle of Aldie)‏ هي معركة وقعت في يوم 17 يونيو 1863 في مقاطعة لودون بولاية فرجينيا كجزء من حملة جيتيسبيرغ خلال أحداث الحرب الأهلية الأمريكية .

كان ذلك عندما هاجمت قوات الفرسان الاتحادية بقيادة الجنرال جي. جي. ستيوارت قوات المشاة التابعة للقائد روبرت إي لي الكونفدرالية وذلك أثناء سيرها شمالًا في وادي شيناندواه خلف جبال بلو ريدج ، مما أدى إلى أربع ساعات من القتال العنيف حيث شن كلا الجانبين الهجمات التي شارك خلالها عده أفواج وأسراب وبالأخير تم تعزيز قوات الأتحاد في فترة ما بعد الظهر ، مما اضطر قوات الكونفدرالية بالانسحاب أخيرًا نحو ميدلبورغ .

## الخلفية
في أواخر ربيع عام 1863 نمت التوترات بين قائد الاتحاد جوزيف هوكر وقائد سلاح الفرسان العميد. الجنرال ألفريد بلايسيتون بسبب عدم قدرة الأخير علي التمكن من إيقاف قوات الجنرال جيب ستيوارت والتي تمكنت من الوصول إلى وادي شيناندواه لتحديد موقع جيش شمال فرجينيا ، الذي كان على وشك الانتقال منذ معركة تشانسيلورزفيل في أوائل مايو و في 17 يونيو ، قرر بلايسيتون مهاجمة قوات ستيوارت الكونفدرالية لتحقيق هدفه.

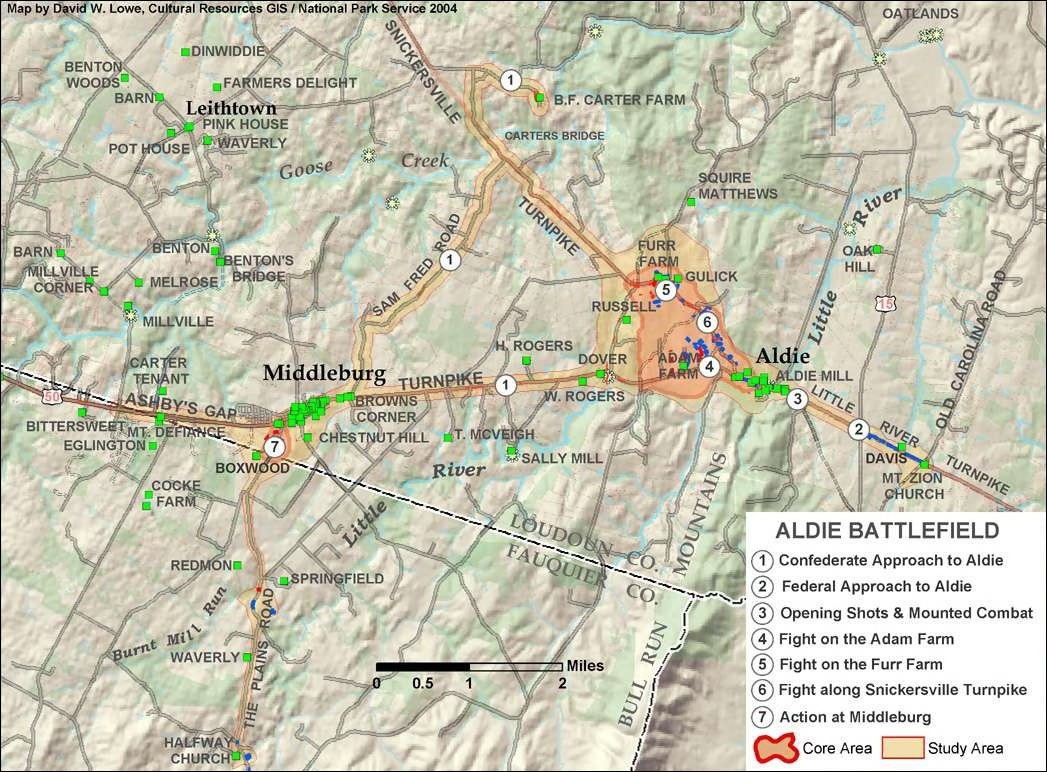
خريطة ساحة المعركة الأساسية ومناطق العمليات.